# Emergency 2012
Emergency 2012: Die Welt am Abgrund ist ein Ableger innerhalb der Emergency-Spieleserie. Es wurde Quadriga Games unter Leitung von Ralph Stock entwickelt und 2010 von Deep Silver veröffentlicht. Das Echtzeit-Taktikspiel rund um die Koordinierung von Rettungsdiensten bei globalen Katastrophen.

## Rezeption
Die Kritiken fielen gemischt aus:
- PC Games: 80 % „Fordernde Strategie statt lahmer Sim.“[2]
- GameStar: 66 % „Sperrige Einsätze für frustresistente Serienfans.“[3]
- 4Players: 60 % „Wie die Feuerwehrsimulation des 21. Jahrhunderts spielt es sich nicht gerade, denn dafür hat es zu viele Macken, die man vorher beseitigen könnte.“[4]
- spieletipps.de 70 % „Virtuelle Lebensretter betätigen sich weltweit beim Katastrophenschutz. Es hapert bei der Bedienung und der Übersicht.“[5]